# Orange Bicycle
Orange Bicycle war der Name einer englischen Pop-Band.

## Geschichte
Die Gruppe existierte von 1967 bis 1971. In ihrem Musikstil verknüpfte sie Elemente der Beatles, der Rolling Stones, aber auch der Hippie-Szene mit psychedelischen Elementen. Die Besetzung der Band bestand aus
- John Bachini
- Kevin Curry
- Bernie Lee
- Wilson Malone und
- RJ Scales.

Gleich zu Beginn ihrer Karriere hatte Orange Bicycle mit Hyacinth Threads einen Nummer-1-Hit, allerdings nicht in ihrer Heimat, sondern in Frankreich. Auch in anderen europäischen Ländern verkaufte sich die Platte einigermaßen gut, in Großbritannien selbst kam sie nicht in die Charts. Ähnliches galt für die Nachfolge-Single Laura's Garden. Die Band verlegte sich 1968 auf das Covern von Titeln anderer Gruppen, so Sing This All Together von den Rolling Stones. Auch das Album Orange Bicycle (1970) enthielt zahlreiche Coverversionen u. a. von den Beatles, Elton John und Bob Dylan. Dennoch gelang der Band nie der ganz große Durchbruch, und 1971 löste sie sich auf. Malone war zu diesem Zeitpunkt bereits auch Mitglied der vor allem in den Niederlanden erfolgreichen Band Fickle Pickle.

## Diskografie (Auswahl)

### Singles
- Early pearly morning
- Jenskadajka
- Here today
- Hyazinth threads
- Amy Peate
- Laura's Garden
- Lavender Girl
- Sing This All Together
- Trip on an Orange Bicycle
- Take me to the Pilot
- Carry that Weight
- So long Marianne

### Alben
- Orange Bicycle
- Hyacinth Threads (Doppel-CD erschienen am 16. Juli 2001 mit Originalaufnahmen vorwiegend in Mono)